# Isidro Almazán Francos
Isidro Almazán Francos (Málaga del Fresno, Guadalajara, 7 de noviembre de 1888 - Cementerio de Aravaca, Madrid, 27 de agosto de 1936) fue un maestro, pedagogo y periodista español de orientación católica. Presidente de la Asociación de Maestros Católicos.  

## Biografía
Isidro Almazán Francos nació en 1888 en el municipio alcarreño de Málaga del Fresno, en el seno de una familia de labradores. Inició su formación como maestro en el Instituto General y Técnico de Guadalajara, y posteriormente llevó a cabo su labor docente en distintos establecimientos educativos, primero en Guadalajara y después en Madrid. Asimismo, desarrolló una relevante actividad periodística, colaborando en publicaciones como La Crónica o El Debate. También dirigió la revista Atenas, la cual estaba vinculada a la Federación de Amigos de la Enseñanza (FAE).
En 1927 se puso al frente del Grupo Escolar Menéndez Pelayo de Madrid. Tuvo también una destacable participación en el Instituto Pedagógico, una alternativa católica a la Institución Libre de Enseñanza. Almazán Francos fue presidente de la Federación de Maestros Católicos, y llevó a cabo una intensa actividad dentro de la Confederación Nacional Católico-Agraria. Debido a su devoción católica, ingresó como novicio de la orden franciscana en sus últimos años de vida, aunque no llegó a tomar sus votos por su delicado estado de salud. Fue fusilado el 27 de agosto de 1936 en el cementerio de Aravaca, en Madrid.

## Proceso de canonización
El cardenal Carlos Osoro presidió el 12 de diciembre de 2020, en la Catedral de la Almudena la apertura del proceso diocesano de 140 víctimas de la persecución religiosa desatada durante la Guerra civil española. Isidro Almazán encabezó una de las causas.